# Cop d'estat japonès a la Indoxina francesa
El cop d'estat japonès a la Indoxina francesa, conegut com a Meigo Sakusen (operació Lluna brillant), va ser una operació japonesa realitzada el 9 de març de 1945, a les acaballes de la Segona Guerra Mundial. Amb els japonesos perdent la guerra i l'amenaça imminent que els aliats envaïssin Indoxina, els japonesos estaven preocupats davant la possibilitat d'un aixecament per part de les forces colonials franceses de la regió.
Tot i que els francesos havien anticipat la possibilitat d'un atac, els japonesos van desplegar una autèntica campanya militar contra les guarnicions de tota la colònia. Els francesos van ser agafats per sorpresa i tots els seus destacaments van ser superats, havent de fugir alguns d'ells cap a la Xina nacionalista, on van ser internats en pèssimes condicions. Els japonesos van reemplaçar els funcionaris francesos i van desmantellar totalment el seu control sobre Indoxina. A més, van crear l'imperi del Vietnam, el regne de Cambodja i el regne de Laos, tres nous estats, controlats per ells, que podien servir com a primera línia de defensa davant l'atac aliat imminent.

## Història

### Antecedents

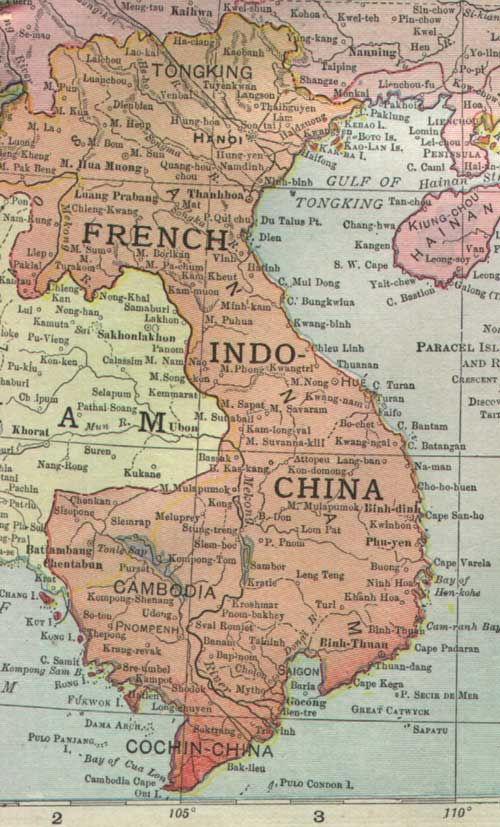
Indoxina francesa (1913)

L'Indoxina francesa comprenia la colònia de la Cotxinxina, així com els protectorats de Tonquín, Annam, Laos i Cambodja. Després de la caiguda de França, el juny de 1940, el govern francès a Indoxina es va mantenir lleial al règim de Vichy El més següent, el governador i almirall Jean Decoux, va signar un acord amb les forces japoneses, segons el qual els permetia ocupar alguns destacaments al llarg d'Indoxina. El setembre del mateix any, tropes japoneses van ocupar el nord de la península, mentre que el juliol de 1941 també es van fer amb el sud de la mateixa. No obstant, els japonesos van permetre als militars i funcionaris francesos mantenir la ficció d'una administració colonial francesa.
El 1944, després que la guerra es girés contra els interessos japonesos amb derrotes a les campanyes de Birmània i les Filipines, van començar a témer una possible ofensiva aliada a Indoxina. Paral·lelament, els japonesos van començar a patir per la possibilitat que les autoritats colonials franceses s'aixequessin, sobretot des que, l'agost de 1944, els aliats havien alliberat París. En aquell moment, el règim de Vichy havia deixat d'existir, però la seva administració colonial encara estava desplegada a la península indoxinesa, tot i que Decoux ja havia reconegut, i contactat, el Govern provisional de la República Francesa dirigit per Charles De Gaulle Decoux va rebre una resposta molt freda per part de De Gaulle, a més de ser cessat dels seus poders com a governador general, tot i que se li ordenà mantenir el lloc, amb ordres d'enredar als japonesos. A diferència de Decoux, el General Eugene Mordant era, secretament, el delegat del Govern Provisional i cap de totes les activitats de resistència clandestina a Indoxina. No obstant, Mordaunt no tenia cura dels riscs que corria, essent un bocamoll incapaç de mantenir els preparatius en secret, mentre que el Kempeitai japonès va aconseguir preparar el cop contra els francesos sense ser descobert.